# حزقيال خيسوس غوتيريز كويفاس
حزقيال خيسوس غوتيريز كويفاس (بالإسبانية: Juan Jesús Gutiérrez Cuevas) هو متزحلق إسباني، ولد في 26 يونيو 1969 في راينوسا في إسبانيا.

## وصلات خارجية
- حزقيال خيسوس غوتيريز كويفاس على موقع الاتحاد الدولي للتزلج (التزلج الريفي) (الإنجليزية)
- حزقيال خيسوس غوتيريز كويفاس على موقع اللجنة الأولمبية الدولية (الإنجليزية)
- حزقيال خيسوس غوتيريز كويفاس على موقع أوليمبيديا (الإنجليزية)